# Halina Birenbaum
Halina Birenbaum, nata Grynsztajn (Varsavia, 15 settembre 1929), è una scrittrice, poetessa, traduttrice, attivista e superstite dell'Olocausto polacca naturalizzata israeliana.

## Biografia
Halina Birenbaum nacque a Varsavia nel 1929 da Jakub Grynsztajn e Pola Perl, nata Kijewska. Aveva due fratelli maggiori. La sua casa era situata all'interno di quello che, dopo l'occupazione della Polonia da parte della Germania, divenne il ghetto di Varsavia. Dopo la sua liquidazione nel luglio 1943, i Grynsztajn furono brevemente trasferiti a Majdanek e poi ad Auschwitz. Nel gennaio 1945 Halina fu deportata a Ravensbrück e a febbraio a Neustadt-Glewe, dove fu liberata dall'Armata Rossa nel maggio 1945. Sua madre fu assassinata a Majdanek, mentre suo padre morì nel campo di sterminio di Treblinka.
Nel 1947, a causa dell'antisemitismo, emigrò in Israele, dove sposò Chaim Birenbaum ed ebbe due figli. Fino alla fine del 1950 lavorò in un kibbutz.
Nel 1967 pubblicò in polacco uno dei primi libri di memorie scritti dai bambini dell'Olocausto, avviando così una prolifica carriera come scrittrice e poeta.

## Stile letterario
La vita e la morte durante l'occupazione tedesca della Polonia e il martirio degli ebrei polacchi nei ghetti e nei campi di sterminio sono i temi salienti della sua prosa e della sua produzione poetica. Le sue opere, che sono in parte scritte in polacco e in parte in ebraico, sono state tradotte in molte lingue, tra cui inglese, francese, tedesco, giapponese e spagnolo.

### Prosa
- Hope is the last to die (Nadzieja umiera ostatnia), 1967.
- Return to ancestors' land (Powrót do ziemi praojców), 1991
- Scream for remembrance (Wołanie o pamięć)
- It's not the rain, it's people (To nie deszcz, to ludzie), 2019

### Poesie
- Even when I laugh (Nawet gdy się śmieję)
- Not about flowers (Nie o Kwiatach)
- Words cannot convey (Jak można w słowach)